# Epidendrum pastoense
Epidendrum pastoense är en orkidéart som beskrevs av Rudolf Schlechter. Epidendrum pastoense ingår i släktet Epidendrum och familjen orkidéer. Inga underarter finns listade i Catalogue of Life.